# Matsushita National JR 300
Matsushita National JR 300 (National JR 300) је био кућни рачунар фирме Matsushita који је почео да се производи у Јапану од 1984. године.
Користио је Zilog Z80A + MN1800A (6802 компатибилан) микропроцесор. РАМ меморија рачунара је имала капацитет од 82 kb. 

## Детаљни подаци
Детаљнији подаци о рачунару National JR 300 су дати у табели испод.
|                       | |
| [ 1 ]                 | |
| Произвођач            | |
| Тип                   | кућни рачунар                                                                                       |
| Меморија              | 82                                                                                                  |
| Поријекло             | Јапан                                                                                               |
| Година                | 1984                                                                                                |
| Тастатура             | Тастатура са пуним помаком тастера, 98 тастера, 6 функцијских тастера, одвојена нумеричка тастатура |
| Процесор              | (6802 компатибилан)                                                                                 |
| Фреквенција процесора | 4 (Z80A)                                                                                            |
| RAM                   | 82                                                                                                  |
| ROM                   | 40 (Бејсик: 16k)                                                                                    |
| Текст                 | 80 x 25 / 40 x 25 / 32 x 24                                                                         |
| Графика               | 640 x 200 / 320 x 200 / 640 x 400                                                                   |
| Боја                  | 8                                                                                                   |
| Звук                  | 3 канала, 8 октава (Yamaha 8910)                                                                    |
| Димензије             | Keyboard : 390 / 198 / 38 / 1,6kg                                                                   |
| Портови               | |
| Оперативни систем     | |